# Technics SL-1200

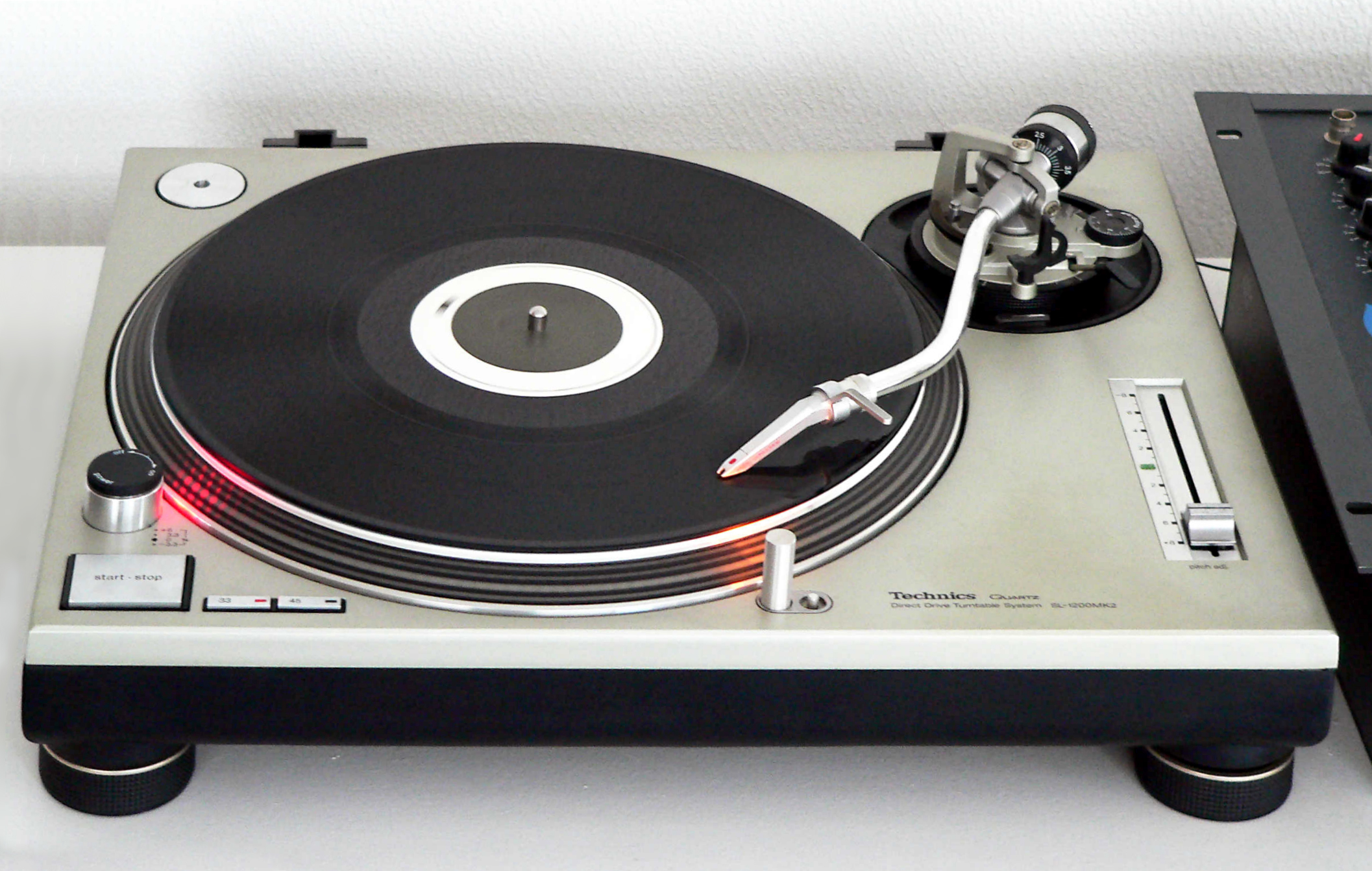
Technics SL-1200 MK2

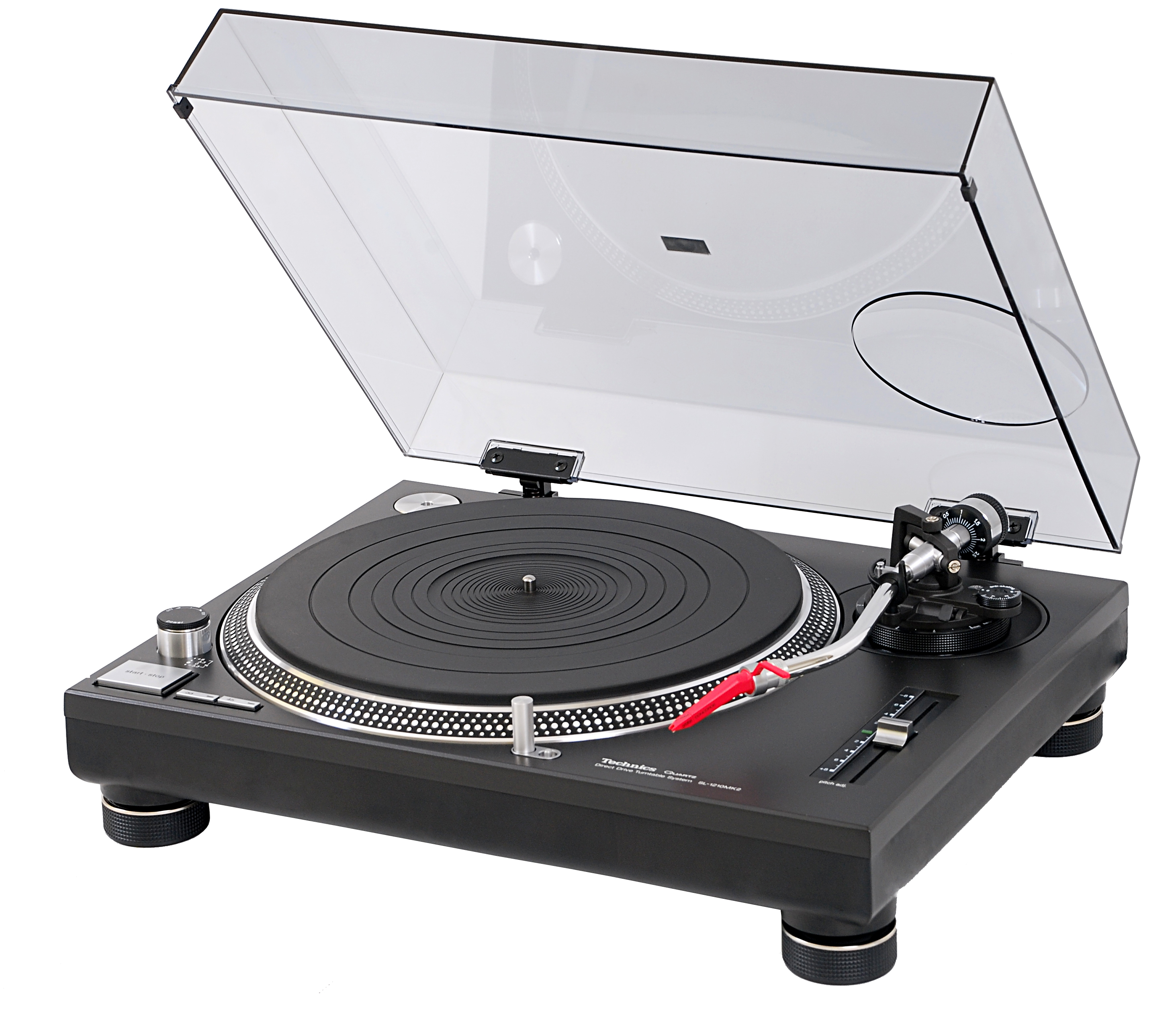
Technics SL-1210 MK2E

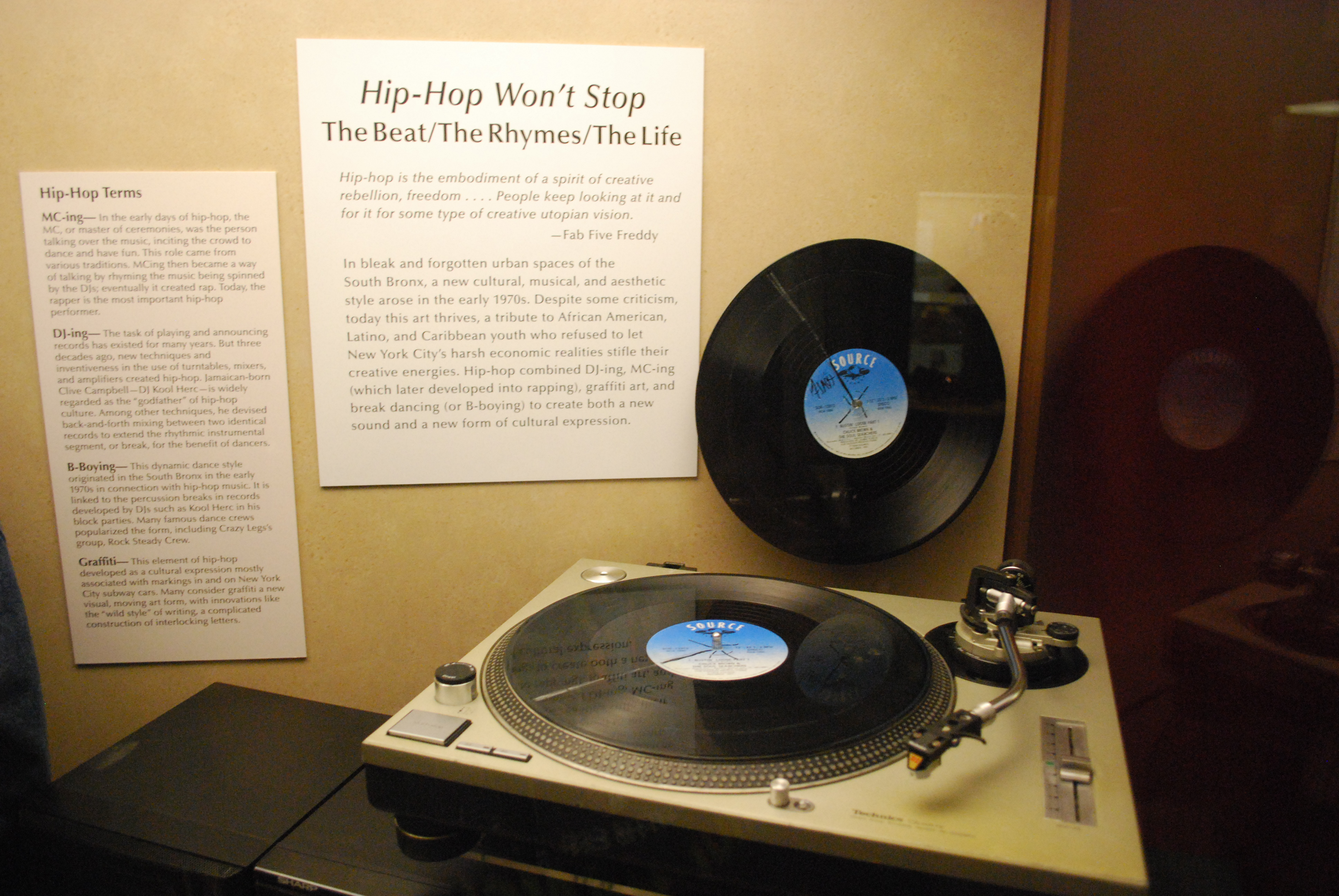
Im National Museum of American History steht ein SL-1200 als Veranschaulichung der Hip-Hop-Kultur. Er gehörte dem DJ-Pionier Grandmaster Flash.

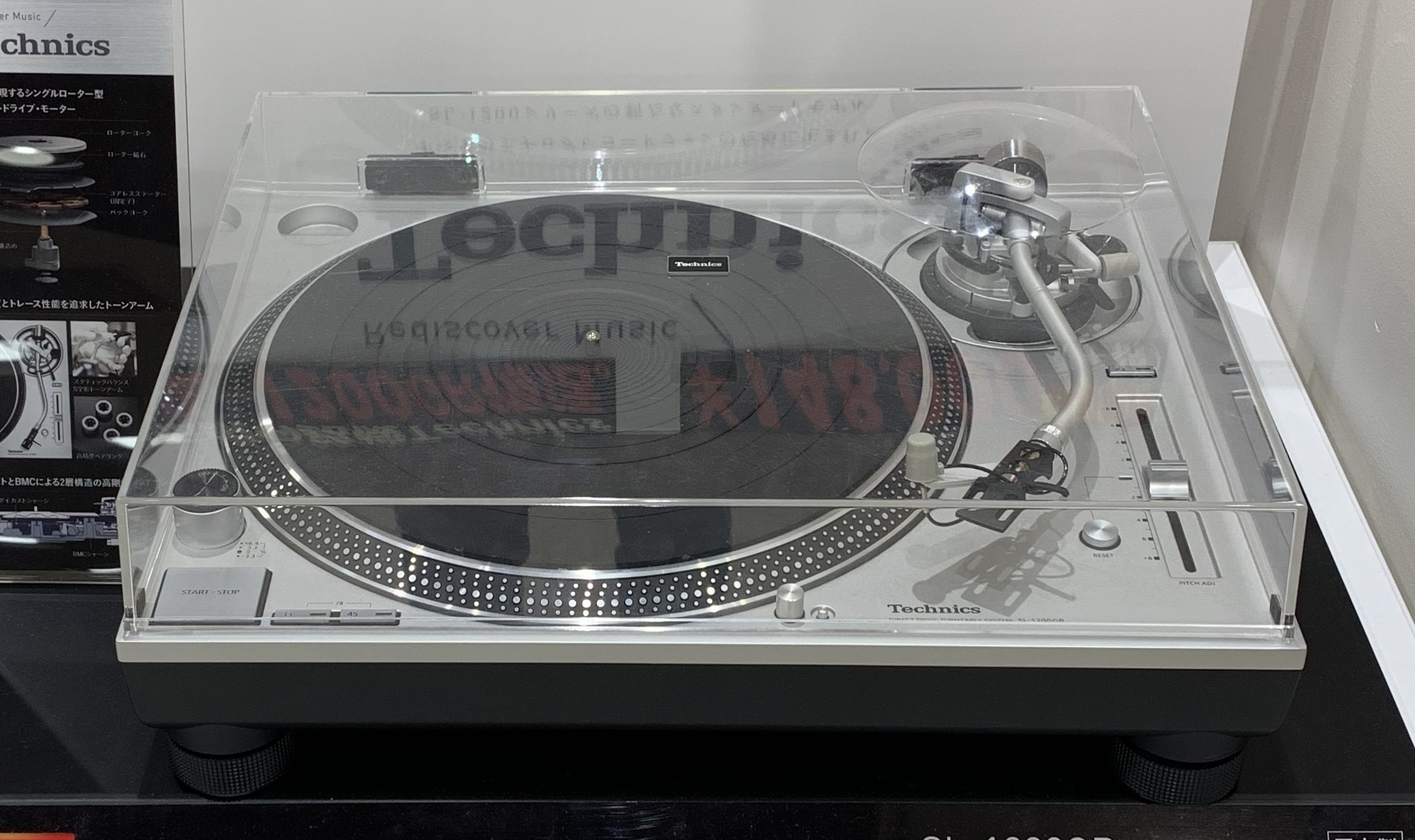
Modell SL-1200GR, 2019.

Technics SL-1200 ist eine Produktreihe von Schallplattenspielern, die ursprünglich von Oktober 1972 bis 2010 vom japanischen Hersteller Matsushita produziert und unter der Marke Technics vertrieben wurden. Nach der Einstellung der Produktion 2010 gab es öffentliche Petitionen an den Hersteller für eine Weiterführung, was zu einer Wiederbelebung der Reihe ab dem Jahr 2016 führte.
Der Plattenspieler war ursprünglich als höherwertiges und relativ aufwändig konstruiertes Gerät für den Heim-Audiomarkt konzipiert. Daraus resultierten auch diverse Eigenschaften, die ihn für DJs in Diskotheken und für den Einsatz durch Musiker beim sogenannten Turntablism besonders geeignet machten, weshalb er in diesen Bereichen zum Quasi-Standard wurde.

## Einsatz
Obwohl das High-Fidelity-Gerät ursprünglich für den Endbenutzermarkt konzipiert war, wurde es wegen seines Direktantriebs mit elektronischer Laufzeitkorrektur und des sehr großen Drehmoments des Plattentellerantriebs von vielen Radio- und Club-DJs eingesetzt, da diese eine nahezu startknopfsynchrone Musikwiedergabe benötigten. Als im Hip-Hop der Einsatz von Slipmats („Rutschmatten“) für das Cueing, Beatmatching und Scratchen populär wurde, bewährte sich der quarzgesteuerte Elektromotor aufgrund seines hohen Drehmoments und seiner Präzision und Beständigkeit. Mit seinen guten Gleichlauf-Eigenschaften eröffnete er DJs neue technische  Möglichkeiten. Dabei können Musiktitel, insbesondere aus der elektronischen Musik, minutenlang überblendet und zu neuen Kompositionen zusammengeführt werden.

## Funktionalität
Die SL-1200 haben einen abnutzungsfreien, magnetischen direkten Antriebsmechanismus. Der Gleichstrommotor erzeugt ein maximales Drehmoment von 0,15 Newtonmeter und kann den Plattenteller innerhalb von 0,7 Sekunden bzw. einer Viertelumdrehung auf die erforderliche Solldrehzahl von 33⅓ rpm beschleunigen, ohne dabei zu „überschießen“, falls der Plattenteller beim Beatmatching händisch verzögert oder beschleunigt wird. Die Gleichlaufstörung liegt beim Modell M7L mit 0,025 % weit unter den von der Hifi-Norm DIN 45500 geforderten 0,2 %. Die 2,5 kg schwere Standfläche mit dem entkoppelten Plattenteller verringert die Wahrscheinlichkeit von akustischen Rückkopplungen oder Tonabnehmerspringen. Über eine Tonhöhenregelung (engl. „Pitch control“) kann die Plattentellerdrehzahl im Bereich von −8 bis +8 % geregelt werden, um die Geschwindigkeit zweier Schallplatten taktgenau zu synchronisieren. Neben der Rotationsgeschwindigkeit von 33⅓ kann auch 45 /min gewählt werden. Als Betriebsspannung können 110 oder 220 Volt gewählt werden. Das Nettogewicht beträgt 11 kg (ohne Verpackung).

## Produktgeschichte

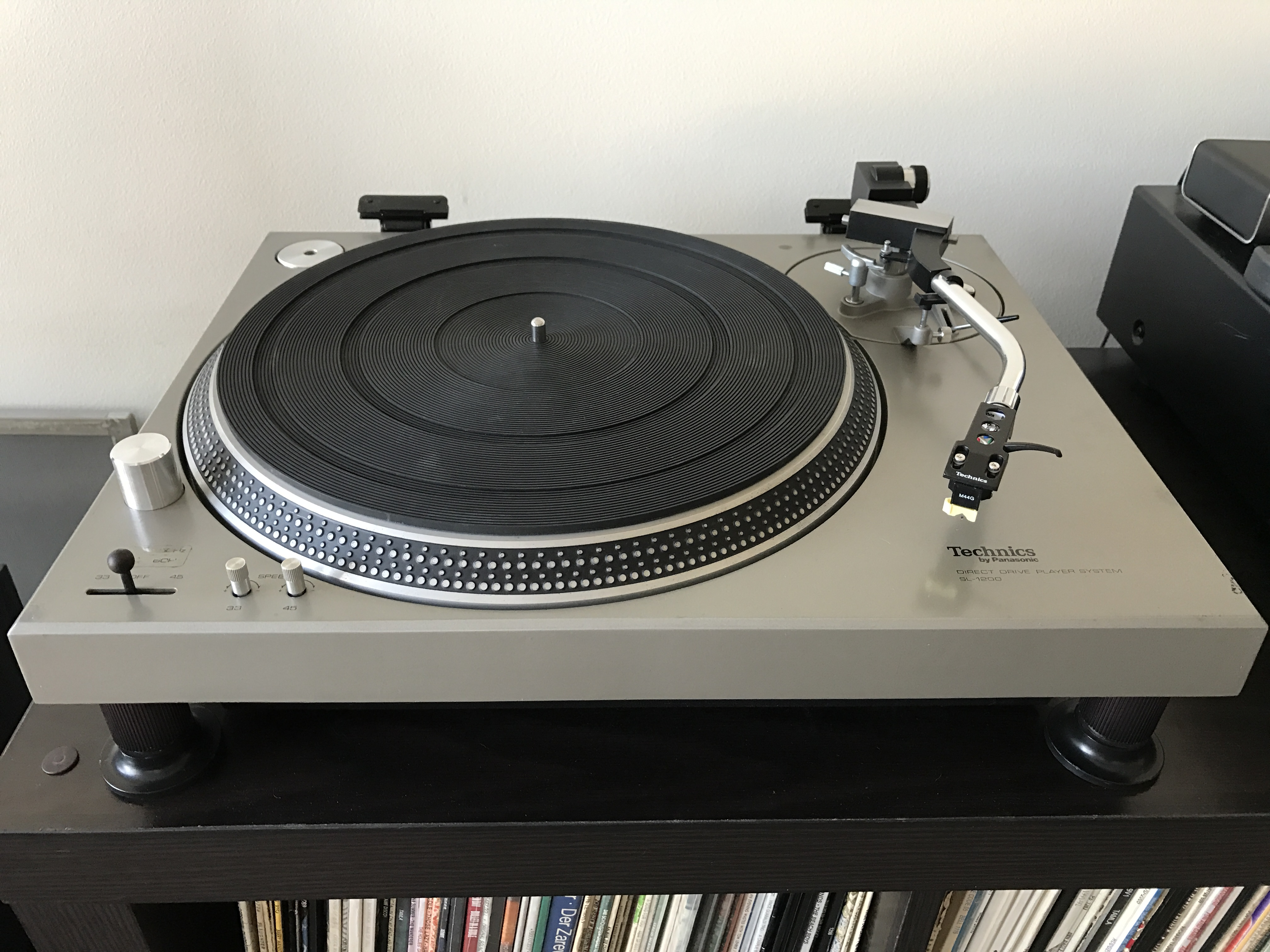
Das Original SL-1200 von 1972 hatte einen Tonarm, der sich signifikant von dem der späteren Modelle unterschied. Zudem gab es statt der Start/Stopp-Taste späterer Modelle links vorne einen Hebel, der in der Mittelstellung Off den Motor ausschaltete.

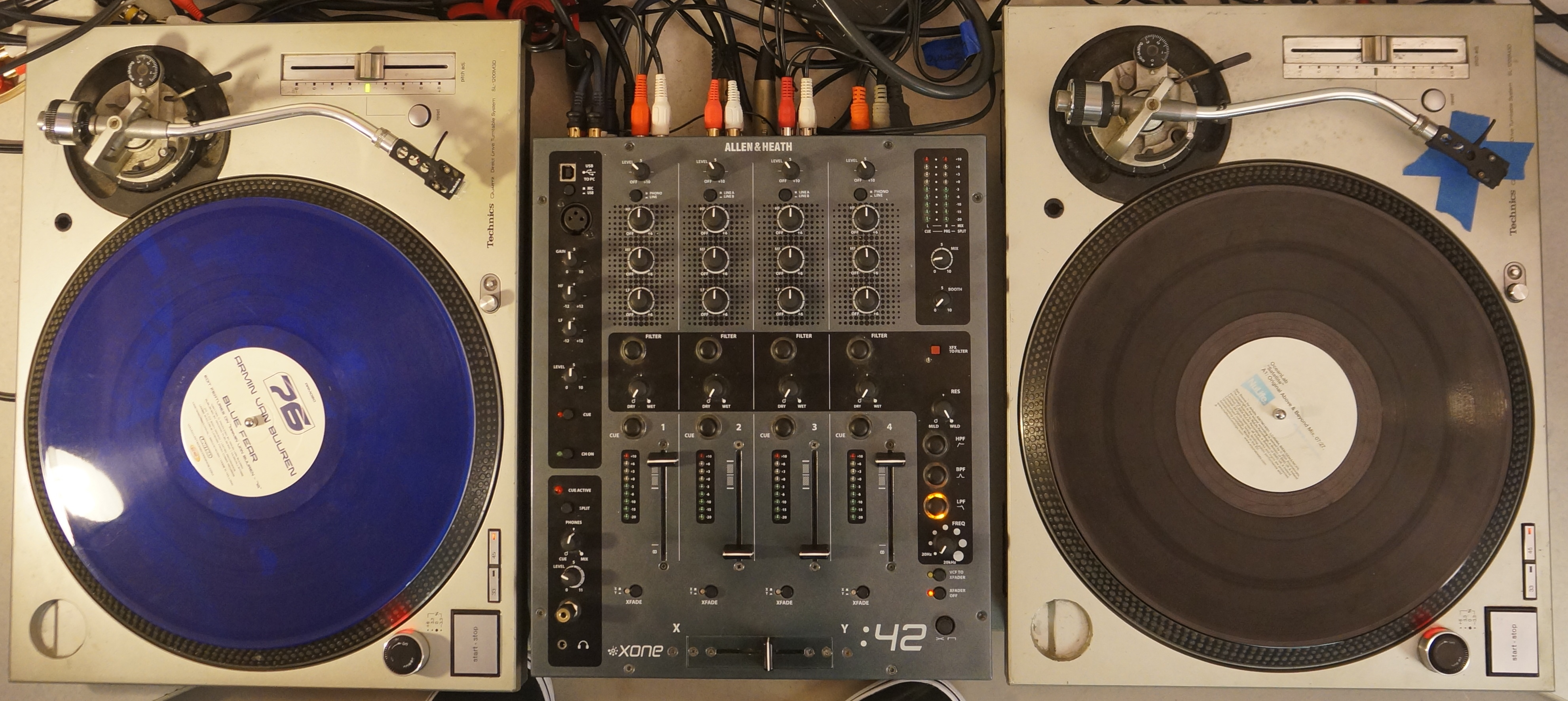
Bild (von oben) eines DJ-Arbeitsplatzes in einem Musik-Club, mit zwei Technics SL-1200 und einem dazwischen angeordneten DJ-Mischpult. Die Standposition des DJ wäre am unteren Bildrand.

Das primäre Entwicklungsziel war eine hohe Klangtreue bei gleichzeitiger guter Verarbeitungsqualität, geringer Tonhöhenschwankung und minimaler Resonanz, weshalb sich die Plattenspieler besonders für Nachtclubs und Veranstaltungen mit leistungsstarken Beschallungsanlagen eignen.
Der SL-1200MK2, der 1978 veröffentlicht wurde, sowie dessen Nachfolger wurden die gängigsten Plattenspieler für das DJing und Scratching, auch bekannt als Turntablism. Musikproduzenten, DJs und MCs bezeichnen die Technics-Schallplattenspieler schlicht als „Zwölfzehner“ bzw. im englischsprachigen Raum als „Tech 12’s“, „Wheels of Steel“, „Ones & Twos“ und „Tysiąc dwieście“ in polnischer Sprache.
Technics 1200er werden oft in Tonstudios und bei nicht-elektronischer Live-Performance eingesetzt. Es wurden insgesamt über drei Millionen Einheiten verkauft. Die Geräte sind weithin anerkannt als die haltbarsten und zuverlässigsten jemals hergestellten Plattenspieler. Viele in den 1970er Jahren hergestellte Geräte sind immer noch im Einsatz. Ende Oktober 2010 gab Panasonic das Ende der Produktion gegenüber japanischen Medien und im Rahmen der „2011 DMC World DJ Championships“ bekannt. Damit gilt das Gerät als das am längsten produzierte Produkt der Unterhaltungselektronik und wurde dafür in das Guinness-Buch der Rekorde aufgenommen.
Im Londoner Science Museum sind zwei Technics SL-1210MK2 ausgestellt, die stellvertretend eine Technologie repräsentieren, die „die Welt geformt hat, in der wir leben“ ("shaped the world we live in"). Im National Museum of American History in Washington, D.C. steht ebenfalls ein Modell, das vom Hip-Hop-Pionier Grandmaster Flash eingesetzt wurde.

### Neuauflage

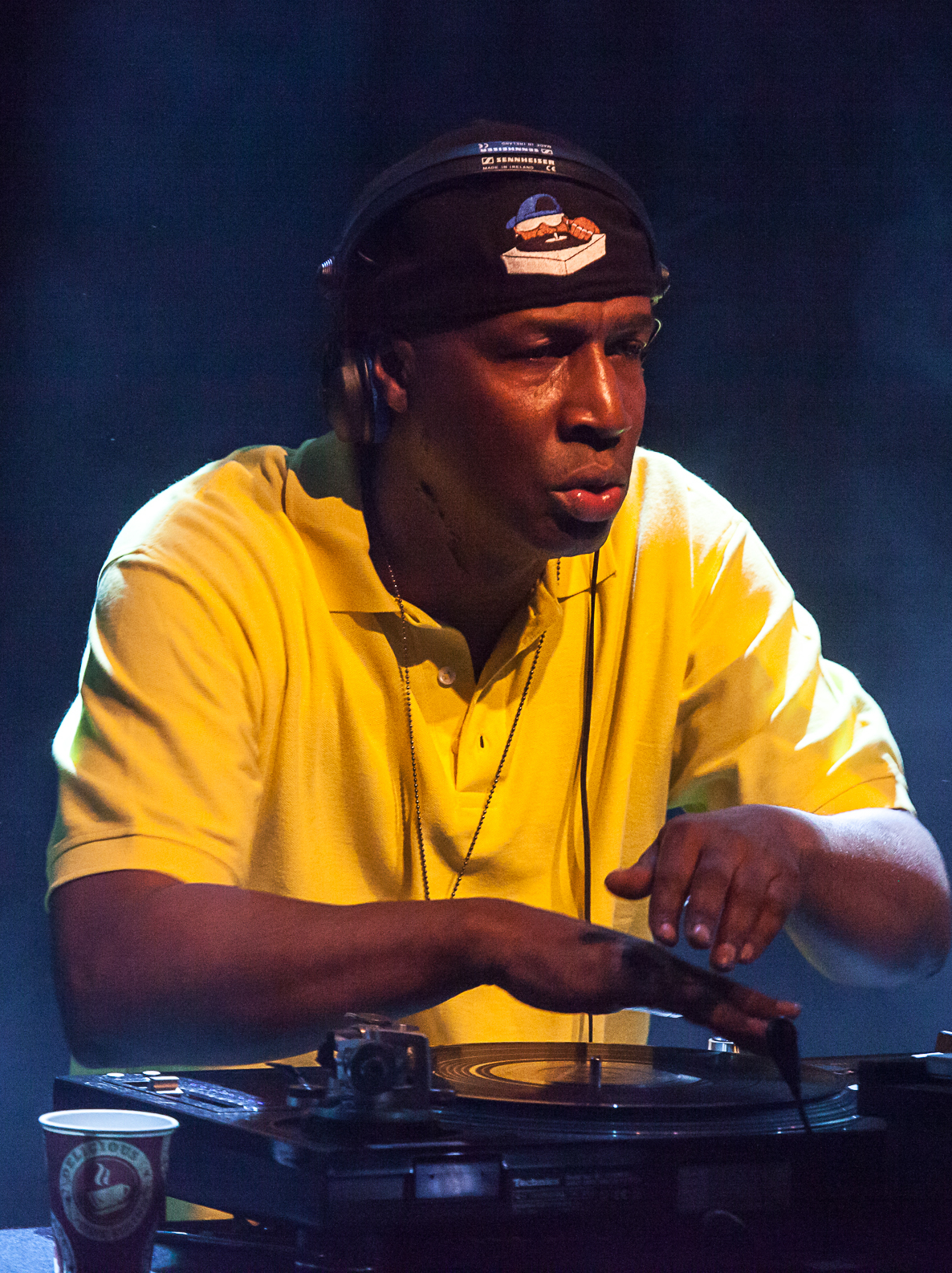
Der Musiker Grandmaster Flash an einem SL-1200 während eines Auftritts, 2014.

Aufgrund der steigenden Popularität von Vinylplatten bei DJs wurde auf Facebook im April 2014 eine Petition mit dem Ziel gestartet, dass Technics die Produktion der SL-1200/1210-Serie wieder aufnimmt. Im September 2015 hatte die Petition 27.000 Unterstützer.
Die Neuauflage der Modellreihe wurde Anfang September 2015 auf der Internationalen Funkausstellung (IFA) in Berlin mit einer Studie angedeutet. Am 5. Januar 2016 auf der Consumer Electronics Show (CES) in Las Vegas gab Panasonic bekannt, zwei Produktreihen wieder anzubieten. Der SL-1200 „Grand Class“ hat ein Aluminiumgehäuse, einen hochgedämpften Tonarm und ein dreilagiges Plattensystem. Mit speziellen Positionssensoren erfolgt eine kontinuierliche, akkurate Drehzahlsteuerung durch einen mikroprozessorgesteuerten Controller.
Der SL-1200G wurde im April 2016 veröffentlicht und ab September 2016 verkauft, der Tonarm ist ebenso wie beim limitierten SL-1200GAE „Grand Class 50th Anniversary Edition“ aus Magnesium. Die Stückzahl des SL1200GAE war auf 1200 limitiert und innerhalb von 30 Minuten ausverkauft.
Wenig später kamen die etwas simpler konstruierten, aber auch deutlich günstigeren SL1200GR (aluminiumfarben) und SL1210GR (schwarz) auf den Markt. Bei diesen ist der Tonarm aus Aluminium. Außerdem gibt es den SL1210GAE inklusive Tonabnehmer von Nagaoka als limitierte Version komplett in schwarz.
Der eisenkernfreie Elektromotor soll weitgehend frei von Rastmomenten und Polruckeln sein. Als dritte Drehgeschwindigkeit lässt sich auch 78/min für Grammophon-Platten wählen. Das Gehäuse hat eine Breite von 453 mm, eine Tiefe von 372 mm und eine Höhe von 170 mm. Der Plattenspieler wiegt 18 Kilogramm. Der Plattenteller setzt sich aus einer Messing- und Aluminiumdruckgussplatte zusammen und ist auf der Rückseite mit vibrationsabsorbierendem Gummi (viskoelastisches Urethanpolymer, Sorbothan) bezogen.